# تصفيات كأس العالم 1998 (إفريقيا)

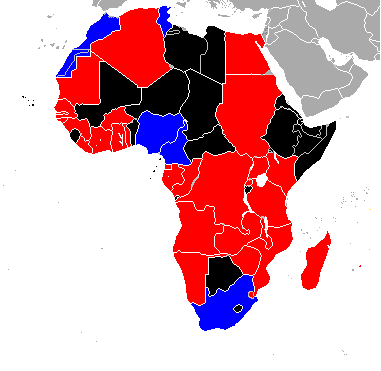
نتيجة:
دول تأهلت إلى كأس العالم 1998

القائمة المدرجة أدناه هي لمواعيد ونتائج المباريات المؤهلة لكأس العالم 1998 لكرة القدم لمنطقة أفريقيا ( الكاف ).
وللحصول على نظرة شاملة على جولات التصفيات، راجع مقال تصفيات كأس العالم 1998 .
شارك 38 فريقًا من اتحاد CAF في المنافسة. ولكن انسحبت كل من مالي والنيجر قبل إجراء القرعة.
وخصص للمنطقة الأفريقية خمسة مراكز (من أصل 32) في البطولة النهائية.

## ملخص
ستكون هناك جولتان من اللعب:
- الجولة الأولى : استقبلت الكاميرون ونيجيريا والمغرب ومصر، وهي الفرق الأربعة الأعلى تصنيفًا وفقًا للفيفا ، من قبل اللاعبين وتقدموا إلى الدور النهائي مباشرة. ة لعبت الفرق الـ 32 المتبقية مباريات خروج المغلوب على أساس الذهاب والإياب بحيث يتقدم الفائزون إلى الجولة النهائية.
- الجولة النهائية : تم تقسيم الفرق العشرين إلى خمس مجموعات من أربعة فرق لكل منها. تلعب الفرق ضد بعضها البعض على أساس الذهاب والإياب. والفائزون بالمجموعة هذه كانوا:
  - وصلة=|حدود  تونس
  - وصلة=|حدود  الكاميرون
  - وصلة=|حدود  المغرب
  - وصلة=|حدود  نيجيريا
  - وصلة=|حدود  جنوب إفريقيا

## الجولة الأولى
| الفريق الأول | إجم. | الفريق الثاني | مباراة الذهاب | مباراة الإياب |
| ------------ | ---- | ------------- | ------------- | ------------- |
| موريتانيا    | 0–2  | بوركينا فاسو  | 0–0           | 0–2           |
| ناميبيا      | 3–1  | موزمبيق       | 2–0           | 1–1           |
| مالاوي       | 0–4  | جنوب إفريقيا  | 0–1           | 0–3           |
| أوغندا       | 1–5  | أنغولا        | 0–2           | 1–3           |
| غينيا بيساو  | 4–5  | غينيا         | 3–2           | 1–3           |
| غامبيا       | 2–5  | ليبيريا       | 2–1           | 0–4           |
| إسواتيني     | 0–3  | الغابون       | 0–1           | 0–2           |
| بوروندي      | 2–0  | سيراليون      | 1–0           | 1–0           |
| مدغشقر       | 3–4  | زيمبابوي      | 1–2           | 2–2           |
| الكونغو      | 3–1  | ساحل العاج    | 2–0           | 1–1           |
| موريشيوس     | 1–7  | زائير         | 1–5           | 0–2           |
| رواندا       | 1–5  | تونس          | 1–3           | 0–2           |
| كينيا        | 3–2  | الجزائر       | 3–1           | 0–1           |
| توغو         | 3–2  | السنغال       | 2–1           | 1–1           |
| السودان      | 2–3  | زامبيا        | 2–0           | 0–3           |
| تنزانيا      | 1–2  | غانا          | 0–0           | 1–2           |

## الجولة النهائية
مفتاح:
- الفرق باللون الأخضر تأهلت إلى النهائيات .

### مجموعة 1
| الفريق                   | Pld | دبليو | د | إل | GF | GA | جي دي | نقاط |
| ------------------------ | --- | ----- | - | -- | -- | -- | ----- | ---- |
| وصلة=\|حدود نيجيريا      | 6   | 4     | 1 | 1  | 10 | 4  | 6     | 13   |
| وصلة=\|حدود غينيا        | 6   | 4     | 0 | 2  | 10 | 5  | 5     | 12   |
| وصلة=\|حدود كينيا        | 6   | 3     | 1 | 2  | 11 | 12 | −1    | 10   |
| وصلة=\|حدود بوركينا فاسو | 6   | 0     | 0 | 6  | 7  | 17 | −10   | 0    |

### المجموعة 2
| الفريق              | Pld | دبليو | د | إل | GF | GA | جي دي | نقاط |
| ------------------- | --- | ----- | - | -- | -- | -- | ----- | ---- |
| وصلة=\|حدود تونس    | 6   | 5     | 0 | 1  | 10 | 3  | 9     | 13   |
| وصلة=\|حدود مصر     | 6   | 4     | 0 | 2  | 17 | 5  | 12    | 12   |
| وصلة=\|حدود ليبيريا | 6   | 1     | 1 | 4  | 2  | 10 | −8    | 4    |
| وصلة=\|حدود ناميبيا | 6   | 1     | 1 | 4  | 6  | 17 | −11   | 4    |

### المجموعة 3
| الفريق                                  | Pld | دبليو | د | إل | GF | GA | جي دي | نقاط |
| --------------------------------------- | --- | ----- | - | -- | -- | -- | ----- | ---- |
| وصلة=\|حدود جنوب إفريقيا                | 6   | 4     | 1 | 1  | 7  | 3  | 4     | 13   |
| وصلة=\|حدود الكونغو                     | 6   | 3     | 1 | 2  | 5  | 5  | 0     | 10   |
| وصلة=\|حدود زامبيا                      | 6   | 2     | 2 | 2  | 7  | 6  | 1     | 8    |
| وصلة=\|حدود جمهورية الكونغو الديمقراطية | 6   | 0     | 2 | 4  | 4  | 9  | −5    | 2    |

### المجموعة 4
| الفريق                | Pld | دبليو | د | إل | GF | GA | جي دي | نقاط |
| --------------------- | --- | ----- | - | -- | -- | -- | ----- | ---- |
| وصلة=\|حدود الكاميرون | 6   | 4     | 2 | 0  | 10 | 4  | 6     | 14   |
| وصلة=\|حدود أنغولا    | 6   | 2     | 4 | 0  | 7  | 4  | 3     | 10   |
| وصلة=\|حدود زيمبابوي  | 6   | 1     | 1 | 4  | 6  | 7  | −1    | 4    |
| وصلة=\|حدود توغو      | 6   | 1     | 1 | 4  | 6  | 14 | −8    | 4    |

### المجموعة 5
*لم تلعب الغابون ضد سيراليون
| الفريق               | Pld | دبليو | د | إل | GF | GA | جي دي | نقاط |
| -------------------- | --- | ----- | - | -- | -- | -- | ----- | ---- |
| وصلة=\|حدود المغرب   | 6   | 5     | 1 | 0  | 14 | 2  | 12    | 16   |
| وصلة=\|حدود سيراليون | 5   | 2     | 1 | 2  | 4  | 6  | −2    | 7    |
| وصلة=\|حدود غانا     | 6   | 1     | 3 | 2  | 7  | 7  | 0     | 6    |
| وصلة=\|حدود الغابون  | 5   | 0     | 1 | 4  | 1  | 11 | −10   | 1    |

## الفرق المتأهلة
تأهلت الفرق الخمسة التالية من CAF للبطولة النهائية.
| الفريق                   | مؤهل كـ                                  | مؤهل في       | السابقة مباراة في كأس العالم 1 |
| ------------------------ | ---------------------------------------- | ------------- | ------------------------------ |
| وصلة=\|حدود نيجيريا      | تصفيات كأس العالم 1998 - أفريقيا winners | 7 يونيو 1997  | 1 ( 1994 )                     |
| وصلة=\|حدود تونس         | تصفيات كأس العالم 1998 - أفريقيا winners | 8 يونيو 1997  | 1 ( 1978 )                     |
| وصلة=\|حدود جنوب إفريقيا | تصفيات كأس العالم 1998 - أفريقيا winners | 16 أغسطس 1997 | 0 (لاول مرة)                   |
| وصلة=\|حدود الكاميرون    | تصفيات كأس العالم 1998 - أفريقيا winners | 17 أغسطس 1997 | 3 ( 1982 ، 1990 ، 1994 )       |
| وصلة=\|حدود المغرب       | تصفيات كأس العالم 1998 - أفريقيا winners | 8 يونيو 1997  | 3 ( 1970 ، 1986 ، 1994 )       |

## الهدافين
5 أهداف
| - باولو أنطونيو ألفيس - مامادو زونغو | - مايك أوكوث أوريغي | - Vitalis Takawira |

4 أهداف
| - باتريك مبوما - حسام حسن - تيتي كامارا | - Momo Soumah - صلاح الدين بصير - دانييل أموكاتشي | - فيل ماسينغا - عادل السليمي |

3 أهداف
| - أكوا (لاعب كرة قدم) - ألفونس تشامي - Macchambes Younga-Mouhani | - Ali Maher - فودي كامارا - أحمد البهجة | - خالد رغيب - زبير بية |

2 أهداف
| - Paulo Jorge da Silva - برنارد تشوتانغ - Olivier Niere - هادي خشبة - محمد غارغو - Samuel Johnson - سليمان أولاري - Cipriano Co - Pereira Tavares - موسى أوتينو | - Kennedy Simiyu - Maurice Sunguti - جيمس ديباه - جورج ويا - Mohammed Ouseb - إيليفاس شيفوتي - Gervatius Uri Khob - إيمانويل أمونيكي - شون بارتلت - بشيرو سالو | - Kossi Noutsoudje - Djima Oyawolé - خالد بدرة - إلوس إيلونجا إيكاكيا ‏ - Michel Ngonge - Mbuleya Tondelva - Frazer Kamwandi - دينيس لوتا - أندرو تيمبو |

هدف واحد
| - عبد الحفيظ تاسفاوت - سيد أحمد زروقي - فرناندو مانويل سوزا - Joaquim Alberto Silva - Kassoum Ouédraogo - Firmin Sanou - عثمان سانو - Brahima Traore - Jean-Marie Mbuyi - Sutche Wambo - Jean-Jacques Missé-Missé - Christian Bongo - Charles Imboula - Sousa Miyamou - Lassina Dao - حازم إمام - هشام حنفي - Ahmed Hassan - إبراهيم حسن - سمير كمونة - عبد الستار صبري - Brice Mackaya - Anicet Yala Ngoukou - تيودور نزوي نغيما - Jonas Ogandaga - Abdul Aziz Corr - Ebrima Ebou Sillah - فيليكس أبواغي - Augustine Ahinful - آرثر موسى - عبيدي بيليه | - Tibou Bangoura - Vincent Kwarula - Henry Motego - Francis Were - روبرت كلارك - برنس داي - أوليفر ماكور - Jiana Raoelijaona - Etienne Hajason Rasoanaivo - Etienne Rado Ratoanaivo - Antoine P. Anchelay Mocude - يوسف فرتوت - العربي حبابي - مصطفى حاجي - نور الدين النيبت - Armando Macamo - Ewald Hoeseb - Johannes Ortmann - سيمون أوتوني - موتيو أديبوجو - جوناثان أكبوبوري - ساندي أوليسيه - ويلسون أوروما - Leon Mupenzi - مامادو ديالو (لاعب كرة قدم) - عمر تراوري - Jamiru Amidu - لامين كونتيه - محمد كالون - أبو كانو - مارك فيش | - دكتور كومالو - هلمان مكاليلي - إريك تينكلر - Mark Williams - Khalid Ahmed Elmustafa - Anas Elnour - Mohamed Daima - Kokouni Akpalo Gnavor - لانتام وادجا - Tadjou Salou - المهدي بن سليمان - الهادي بالرخيصة - Taoufik Herichi - رياض الجلاصي - جمال ليمام - إسكندر السويح - Robert Kizito - إيبوتيلي بازامبا ‏ - Emeka Mamale - Nzelo Hervé Lembi - Étienne N'tsunda - Zico Tumba - جونسون بواليا - كنيت ماليتولي - Mwape Miti - فنسنت موتالي - كينيدي شيهوري - Edelbert Dinha - آدم ندلوفو ‏ - Agent Sawu - Cloudious Zviripayi |

1 هدف خاص
| - Mohamadi Balma (playing against Guinea) - Abu Kamara (playing against Ghana) |

## روابط خارجية
- صفحة RSSSF
- معلومات Fifa.com